# Israel Jacobson
Pour les articles homonymes, voir Jacobson.
Israel Jacobson, né le 17 octobre 1768 à Halberstadt et décédé le 14 septembre 1828 à Berlin, est un philanthrope allemand et selon Borowitz et Patz dans Explaining Reform Judaism de 1985, peut être considéré comme le père du judaïsme réformé.  

## Biographie

### Ses premières années
Israel Jacobson est le fils unique d'un riche homme d'affaires et philanthrope Israel Jacob (1729–1803), qui vivait modestement mais contribuait énormément à réduire les dettes de la communauté. En raison du niveau très faible des écoles publiques d'Halberstadt, Israel fréquente principalement l'école religieuse juive, et pendant ses périodes de loisir étudie de son propre chef la littérature allemande et les œuvres de Gotthold Ephraim Lessing et de Moses Mendelssohn. Étudiant à l'université d'Helmstedt, son niveau de compréhension de la littérature rabbinique et de l'hébreu est tel que ses professeurs le déclarent un érudit en hébreu. 
À l'âge de dix-huit ans, après avoir accumulé une petite fortune en tant que banquier, il épouse Mink Samson, la fille d'un financier respecté, Herz Samson, et petite-fille de Philip Samson, fondateur de la Samson-Schule à Wolfenbüttel, où ont été éduqués Leopold Zunz et Isaak Markus Jost. Grâce à la famille Samson, Jacobson se lie d'amitié avec Charles-Guillaume-Ferdinand, duc de Brunswick-Lunenbourg, prince de Wolfenbüttel, le neveu favori de Frédéric II de Prusse. Jacobson s'installe à Brunswick et possédant une très grande compétence financière, accroit rapidement sa fortune. C'est en raison de l'influence et de la persuasion de Jacobson, qu'en 1803, est aboli dans la principauté ducale lunenbourgienne de Brunswick-Wolfenbüttel, le Leibzoll, un péage corporel que devaient payer les Juifs dans de nombreux États allemands.

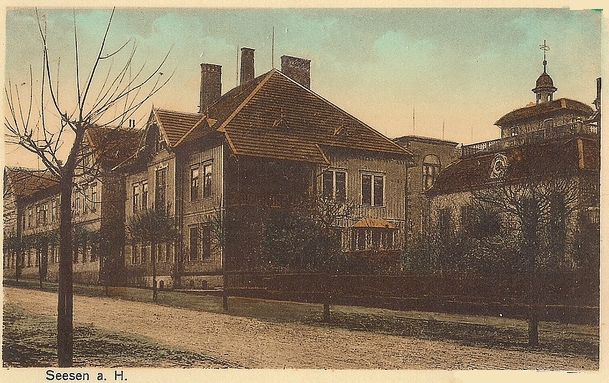
L'école et la synagogue à Seesen.

Croyant au développement d'un pluralisme religieux et égalitaire, il installe en 1801 à Seesen, en bordure du massif du Harz, une école où sont éduqués ensemble quarante enfants de parents juifs et vingt enfants de parents chrétiens, logés et nourris gratuitement. Cette réunion d'enfants de différentes croyances est une de ses idées favorites. Rapidement l'école Jacobson obtient une grande réputation, et des centaines d'élèves des environs y feront leur scolarité. Pendant la centaine d'années de son existence, elle restera à la pointe dans tous les domaines du travail pédagogique.

### Son œuvre
Jacobson très tôt perçoit la nécessité d'imprégner le plus tôt possible les jeunes de leurs propres impressions religieuses. En 1810, il construit une magnifique synagogue sur le terrain de l'école et montre ses sympathies avec la Réforme en y installant un orgue, le premier exemple de l'installation d'un orgue dans un lieu de prière juif. Les hymnes sont chantés en allemand par les garçons et des prières en allemand sont ajoutées à celles en hébreu. La nature progressiste de ses vues apparaît encore dans son solide plaidoyer pour l'introduction de la confirmation (Bar Mitzvah). C'est Jacobson lui-même qui va confirmer les cinq premiers garçons dans la synagogue de Seesen.  
Lors de ses conquêtes, l'empereur Napoléon crée le royaume de Westphalie et met à sa tête son frère Jérôme Bonaparte. Jacobson, qui s'est installé à la cour du roi à Cassel, est nommé président du consistoire israélite établi le 3 mars 1808. Dans ses fonctions de président du consistoire, assisté d'un comité de direction, il fait son maximum pour exercer une influence réformatrice sur les différentes communautés du pays. Il ouvre une maison de prière à Cassel, avec un rituel identique à celui introduit à Seesen; Il prône la création d'un séminaire pour la formation des enseignants juifs.
Deux tableaux symétriques le représentant à cette époque, lui et sa première femme Mink Samson, peints vers 1808, par le peintre juif de cour Salomon Pinhas (1759-1837) se trouvent dans la collection d'art européen du musée d'Israël à Jérusalem.
Tableaux peints en 1808 par Salomon Pinhas (1759-1837)

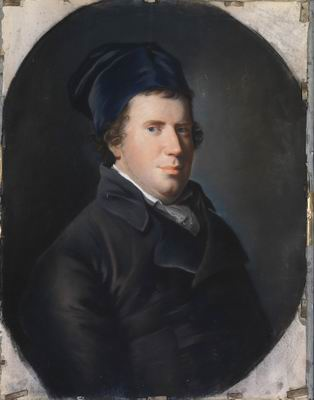
Israel Jacobson.
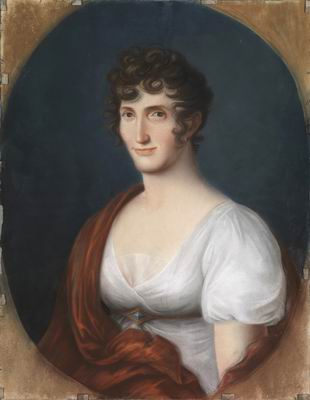
Mink Samson-Jacobson, la première femme d'Israel Jacobson.

Les réformes religieuses sont égalitaires et basées sur la pensée et la raison séculaire du mouvement des Lumières. Avec Jacobson, il n'y a plus de référence à un Messie libérateur qui ramènera son peuple en Terre d'Israël. Les hommes n'ont plus l'obligation de couvrir leur tête et d'effectuer des prières publiques journalières. Le travail le chabbat est autorisé et les lois alimentaires de la cacheroute sont abandonnées; les femmes et les hommes prient et étudient ensemble. La liturgie insiste pour une lecture communautaire à l'unisson, les sermons sont délivrés de la chaire; la morale et le respect de l'environnement sont étudiés et appris. 
Après l'émancipation des Juifs dans le Grand-duché de Mecklembourg-Schwerin en 1813, Jacobson achète dans ce duché deux seigneuries féodales, Klenz et Gehmkendorf, ainsi que le village de paysans Klein Markow. Ces trois composantes forment aujourd'hui la commune de Jördenstorf. En 1816, il fait serment d'allégeance au Grand-duc de Mecklembourg-Schwerin, devenant ainsi le premier Juif avec un siège permanent et droit de vote aux États du royaume d'un État allemand. Comme seigneur féodal, il détient aussi la juridiction patrimoniale sur ses paysans vassaux et le Jus patronatus (droit de désigner les prêtres) des églises luthériennes afférentes, droit qu'il transmet à un conseiller luthérien. En 1817, il acquiert en plus les domaines voisins de Grambow et de Tressow. Sa vie et son œuvre sont présentées dans l'exposition permanente sur l'histoire juive au Mecklembourg au musée Engelscher Hof et dans l'ancienne synagogue à colombages de Röbel, à 65 km au sud de Jördenstorf.
Après la chute de Napoléon en 1815, Jacobson s'installe à Berlin où il continue d'introduire des réformes dans les croyances et le service religieux. À cet effet, il ouvre dans sa propre maison une salle de prière dans laquelle Leopold Zunz (1794-1886), Eduard Kley (1789–1867), et Isaak Lewin Auerbach (1785-1853) y délivrent de remarquables sermons. Eduard Kley fonde en 1817 la synagogue de l'Association du temple de Hambourg dans le même esprit.   
Toutefois, le gouvernement prussien, se souvenant des sympathies françaises de Jacobson pendant la période napoléonienne, et recevant des réclamations permanentes des rabbins orthodoxes, exige l'arrêt des offices tenus dans la maison de Jacobson. Celui-ci, utilisant son titre de président du consistoire retraité (en allemand : Konsistorialpräsident a.D), suscite l'indignation du clergé protestant de Berlin qui considère que ce titre est exclusivement réservé aux présidents retraités du consistoire de l'Église protestante de Prusse.   
Tout au long de sa vie, Jacobson a saisi toutes les opportunités pour encourager une compréhension cordiale entre les Juifs et les Chrétiens, et sa grande fortune lui a permis d'aider de nombreux pauvres des deux croyances. Sa tombe est conservée au cimetière juif de la Schönhauser Allee à Berlin.

## École Jacobson à Seesen
L'école commence à fonctionner le 29 septembre 1801, malgré les objections du maire de Seesen. Les premiers pensionnaires prennent possession de leur chambre en octobre 1801. 
Au début, il y a 12 élèves dits libres qui étudient gratuitement et les élèves pensionnaires payants, originaires de la ville. Les deux premiers élèves chrétiens intègrent l'école en 1802, afin que plus tard, 40 élèves juifs et 20 élèves chrétiens puissent étudier ensemble.    
Les exigences en matière d'éducation augmentent de façon permanente et les programmes sont adaptés à plusieurs reprises afin que l'école devienne une école publique. En 1862, l'ancien Institut für arme Juden-Kinder (Institut pour les enfants juifs pauvres) devient une école secondaire, entrainant d'importantes modifications. En 1870, l'école est reconnue par l'État. En 1903, l'école obtient l'autorisation de se transformer en lycée permettant d'aller jusqu'à l'Abitur (diplôme d'études secondaires). Mais ce n'est qu'en 1926, après que la ville ait décidé en 1922 de payer les frais supplémentaires nécessaires, que les trois premiers élèves de Seesen obtiennent leur Abitur. 
En 1933, l'école est reprise en main par les nazis. Le directeur, un professeur et deux autres enseignants sont renvoyés car juifs. Au cours des années suivantes les élèves sont éduqués selon la doctrine nazie, sous la supervision du nouveau directeur, membre de la SA. En 1937, les six derniers élèves juifs sont expulsés. 
Le 12 décembre 1945, les cours reprennent dans quelques classes. Les dortoirs seront encore utilisés de 1953 à 1955. Puis en août 1972, l'école ferme définitivement et les élèves sont transférés dans de nouveaux bâtiments construits dans la St. Annen-Straße. En 1975, la ville de Seesen achète l'ancien bâtiment de l'école et procède ma même année à sa démolition.  

## Prix Israel Jacobson
Le prix Israel Jacobson non doté est décerné tous les deux ans par l'Union des Juifs progressistes en Allemagne pour célébrer les avancées du judaïsme libéral. Il est nommé d'après Israël Jacobson, dont l'école et la synagogue fondée à Seesen synagogue sont considérées comme le berceau du judaïsme libéral.
Lauréats :
- 2001 : Walter Homolka, rabbin
- 2003 : Uri Regev, rabbin
- 2005 : Walter Jacob, rabbin
- 2007 : Henry G. Brandt, rabbin ; Ernst Ludwig Ehrlich, historien et spécialiste en études juives et hébraïques ; William Wolff ; rabbin d'État.
- 2010 : Ruth Cohen, présidente d'honneur de l'European Union for Progressive Judaism.
- 2012 : Leo Hepner, ancien président de l'European Union for Progressive Judaism ; Jan Mühlstein, ancien président de l'Union des Juifs progressistes d'Allemagne[4].